# カリシュ条約 (1343年)
カリシュ条約（カリシュじょうやく、波：Pokój kaliski、独：Vertrag von Kalisch、英：Treaty of Kalisz）は、1343年7月8日に、ポーランド王カジミェシュ3世（大王）とドイツ騎士団との間で結ばれた条約である。
この条約によってポーランドはクヤヴィ、ドブジンを取り戻し、ドイツ騎士団はその見返りとしてグダニスク、ポモージェを手に入れた。

## 概要
ポーランド王国とドイツ騎士団との戦いは1327年から6年間続いた。開戦時のポーランド王はウォキェテクであった。この戦いではまずドブジンがドイツ騎士団によって占領され、1332年にはクヤヴィが占領された。同年8月にウォキェテクはドイツ騎士団の占領地を領土として認める休戦協定を結んだ。1333年3月2日にウォキェテクは亡くなった。
ウォキェテクの後を継いだカジミェシュ3世は国内を安定させる為に王権を強化する必要性があり、対外的にドイツ騎士団との関係を修復しなければならなかった。また、ポーランドはハンガリーのアンジュー家に庇護されていたものの、アンジュー家がポーランド王位への野望を抱いていた為にアンジュー家を当てにすることができず、ポーランドはほとんど独力でドイツ騎士団と戦わなければならない状況であった。
こうして1343年7月8日に結ばれた「カリシュ条約」は、ポーランドとドイツ騎士団の双方が歩み寄った条約であるものの内容はドイツ騎士団に有利なものとなった。ドイツ騎士団がポーランド王国に返還したクヤヴィ、ドブジンは守りにくい辺境地であり、手に入れたグダニスクとポモージェはドイツ騎士団にとって念願の領地だったからである。